# 了仙寺
了仙寺（りょうせんじ）は、静岡県下田市七軒町3丁目にある日蓮宗の寺院。山号は法順山。旧本山は身延山久遠寺。

## 概要
寛永12年（1635年）の創建で、開山は行学院日朝、開基は下田奉行今村正長。
当寺の創建にあたっては、徳川家康が大坂夏の陣の時に目を患い、家臣の勧めで目の神様として崇められていた日朝に願を掛け、平癒したため寺の創建を約束したことがきっかけになっている。そのため寺紋は徳川家と同じ三つ葉葵紋となっている。
日米和親条約の追加条約、下田条約が締結された場としても知られる。また日本とアメリカの間の最初の通貨交換比率も了仙寺での交渉で決定した。
また境内から参道にかけて無数のアメリカジャスミンが植樹されており、「ジャスミン寺」の別名も持つ（アメリカジャスミンはニオイバンマツリ（匂蕃茉莉、Brunfelsia australis）の別名で、モクセイ科のジャスミンとは異なりナス科である）。境内にＭｏＢＳ黒船ミュージアムが隣接する。

## 文化財

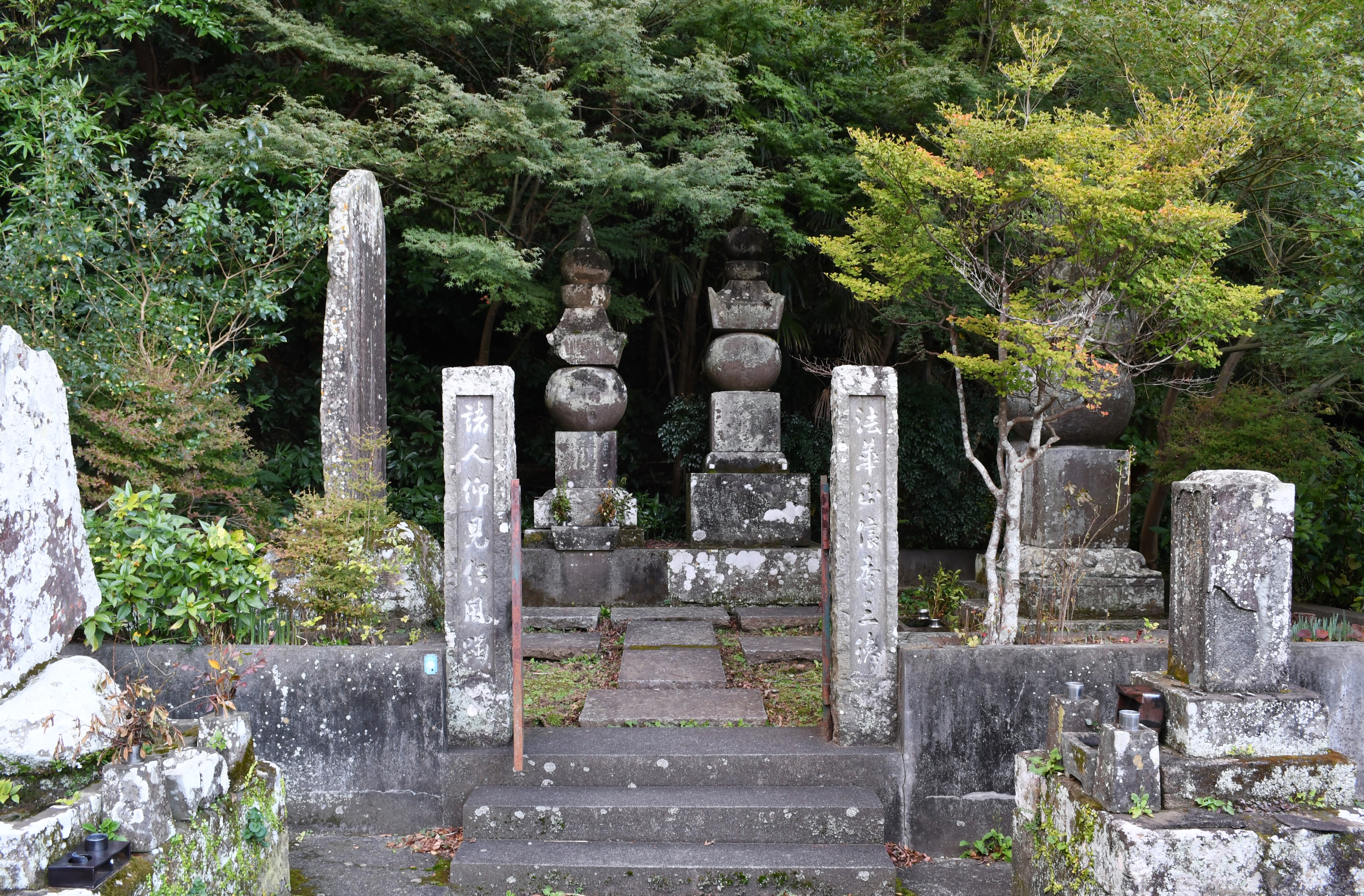
下田奉行墓所

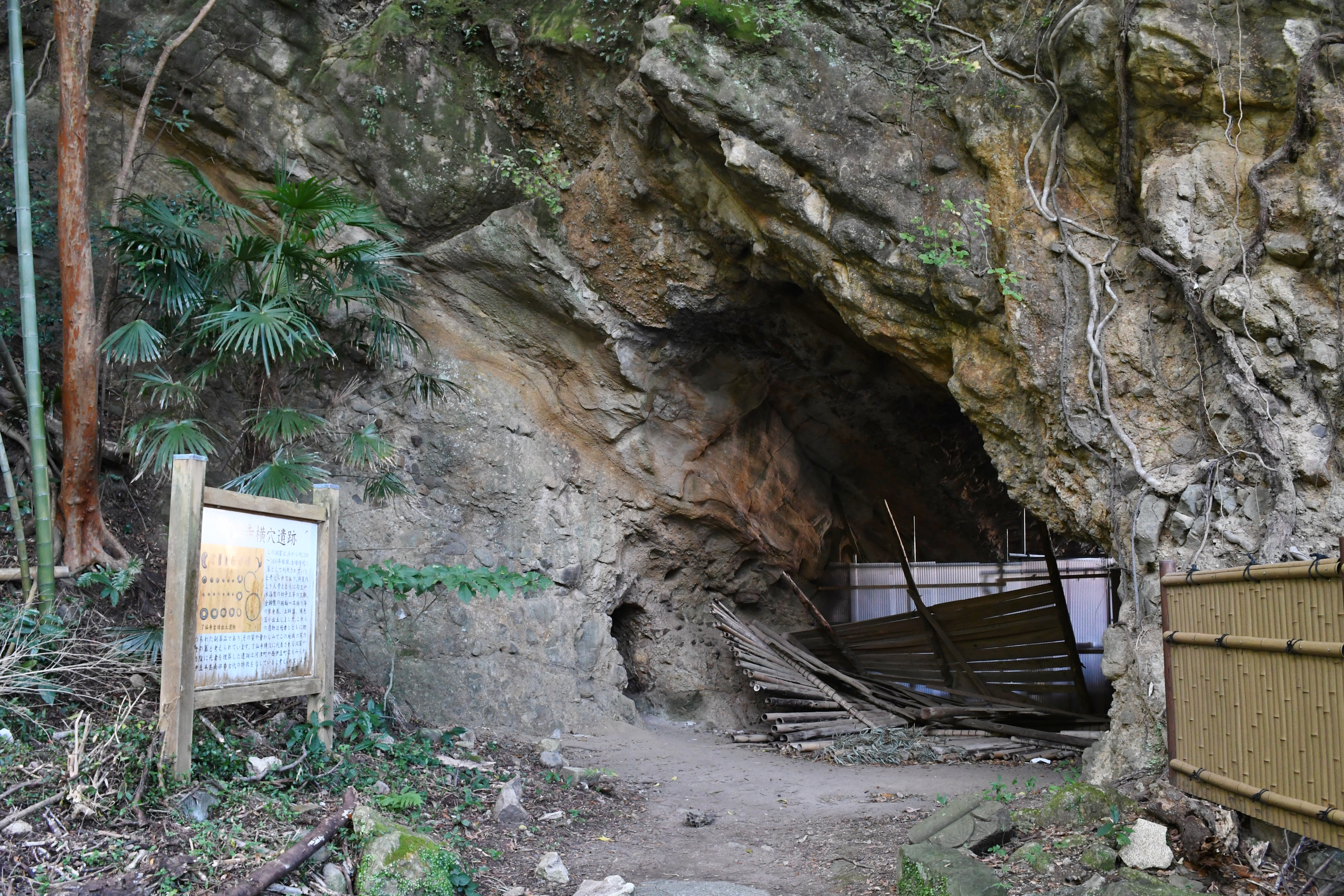
了仙寺洞窟遺跡

### 国指定史跡
- 了仙寺 - 下田条約締結の地として、国の史跡に指定されている[2]。

### 下田市指定文化財
- 今村伝四郎等三代の墓
境内墓地入口に建つ三基の五輪塔は、それぞれ第二代下田奉行今村正長、同四代今村正成、同五代今村正信の墓で、江戸時代初期の物。なお五輪塔脇に立つ小さい墓は今村正長妻のものとされている[3]。

### その他
- 横穴遺跡（了仙寺洞窟遺跡）
自然洞窟を利用した古墳時代後期の埋葬施設。現在までに防空壕・物置き場などとして利用されてきた関係で洞窟の形状は大きく損なわれており、かつては奥壁があったが現在は貫通する。洞窟内からは同時期の古墳・横穴墓と同様の副葬品として、人骨のほか有鉤銅釧・耳環・玉類（勾玉・管玉・丸玉・水晶製切子玉・臼玉・ガラス製小玉）・須恵器・土師器が出土しており、6世紀後葉・7世紀初頭-後半・8世紀の各時期の埋葬と推定される。特に有鉤銅釧は一般に弥生時代に見られる遺物であり、埋葬時点まで伝世品として受け継がれたものとして注目される[4]。伊豆地方では古墳が少なく、辰ヶ口岩陰遺跡（西伊豆町）・波来洞穴（河津町）とともに古墳時代の伊豆半島南部の特徴を示すとして重要視される遺跡である。出土品はハーバーミュージアム（道の駅開国下田みなと内）で展示されている。

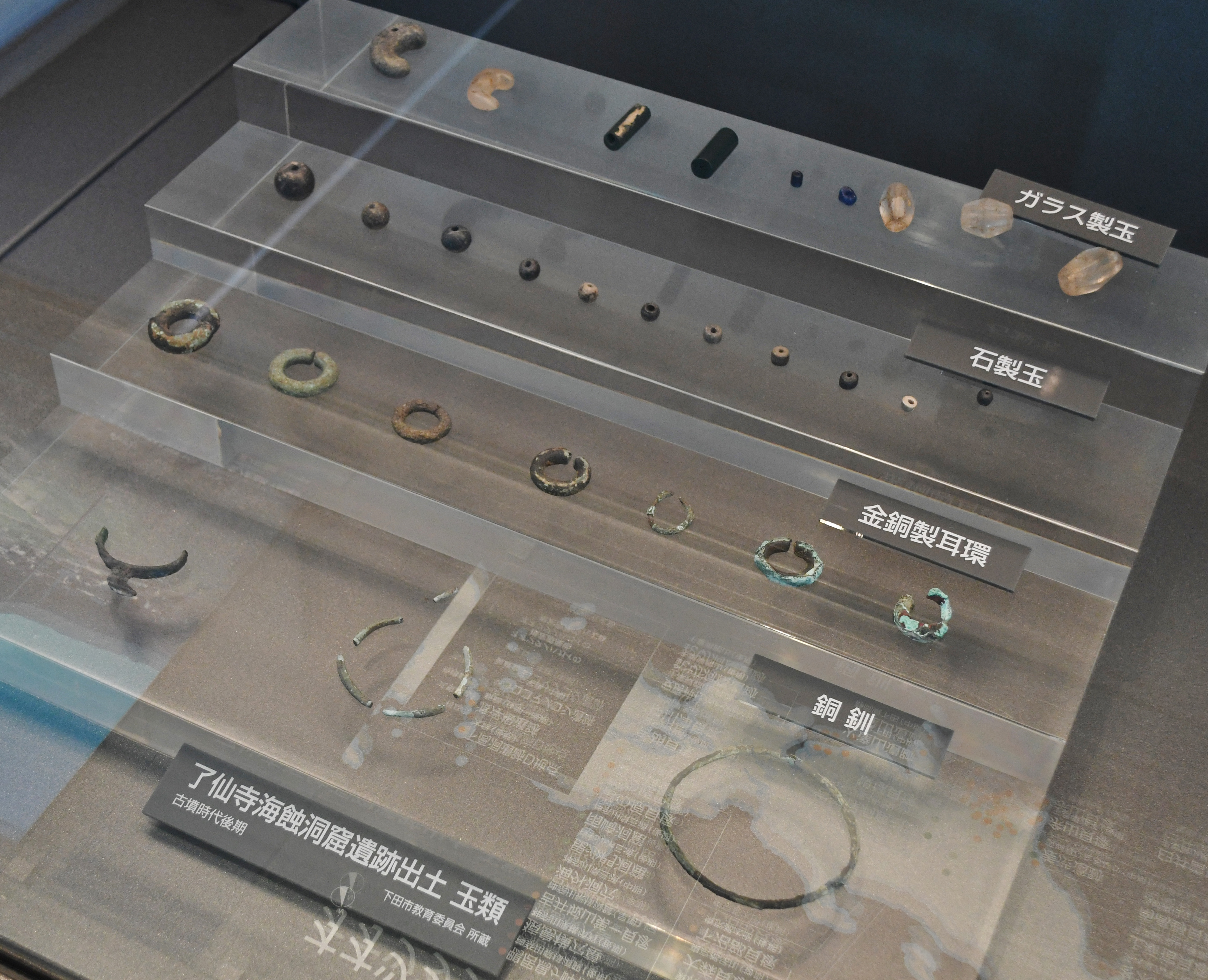
了仙寺洞窟遺跡出土品 ハーバーミュージアム展示。

## MoBS黒船ミュージアム
境内に隣接した所に了仙寺の宝物館が設置されていた。了仙寺関連文書をはじめ、黒船・異文化交流関連史料、性と宗教との関わりをテーマにした「秘仏コレクション」などが展示されていた。2016年にMoBS黒船ミュージアムとしてリニューアルされた。「日本人から見た外国・外国人から見た日本」をテーマに16世紀から19世紀の黒船・開国・異文化交流の原本資料約3000点が収蔵・展示されている。
了仙寺関連文書
徳川歴代将軍が了仙寺へ発給した朱印状、武田信玄の家督譲状などの古文書了仙寺関連史料を集めたものである。
黒船・異文化交流関連史料
黒船やペリー、ハリスなどに関連する絵巻・図画・書籍や、吉田松陰・ジョン万次郎等の書、16世紀から19世紀にかけ外国で描かれた日本地図や日本で描かれた世界地図、日本に関する書籍やジャーナル・図画、ポンチ絵など明治期の異文化交流関連史料などを集めた3000点の資料集である。

## エピソード

1854年6月8日、境内で軍事訓練を行なうベリー一行

江戸時代、黒船来航により日米和親条約が締結され下田が開港したのち、了仙寺はアメリカ人の休憩所のひとつだった。
第四ヶ条 　一　徘徊の者休息所は、追て其為旅店設るまて、下田了仙寺、柿崎玉泉寺二ヶ寺を定置くへし。—日米和親条約（両国政府の為、取極置候条約附録）

## アクセス
- 東海バスS50海中水族館線「了仙寺」停留所から徒歩約2分。